# Herbeauvilliers
Herbeauvilliers ist ein Ortsteil der französischen Gemeinde Buthiers im Département Seine-et-Marne in der Region Île-de-France. Am 1. Januar 2014 hatte Herbeauvilliers 108 Einwohner. 
Das Dorf liegt circa zwei Kilometer östlich von Buthiers. 
Herbeauvilliers liegt an der Bahnstrecke von Bourron-Marlotte nach Malesherbes, die seit 1938 nicht mehr für den Personenverkehr genutzt wird.

## Weblinks

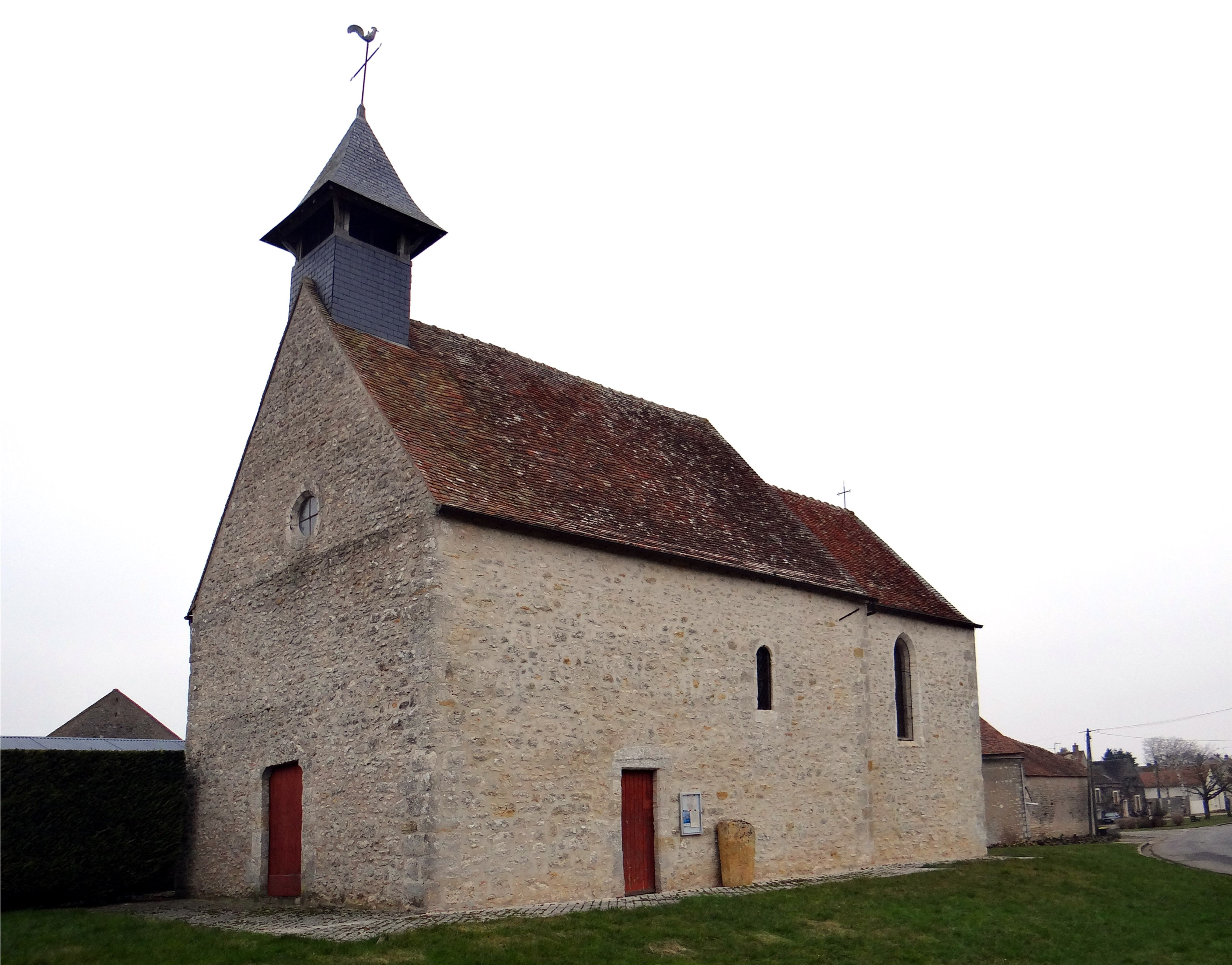
Kirche St-Laurent

## Sehenswürdigkeiten
- Kirche St-Laurent